# Sob (rzeka)
Sob (ukr. Соб) – rzeka na Ukrainie, lewy dopływ Bohu.
Płynie przez Wyżynę Naddnieprzańską, długość rzeki wynosi 125 km, powierzchnia dorzecza – 2840 km².